# Liste der Landschaftsschutzgebiete im Rhein-Kreis Neuss
Die Liste der Landschaftsschutzgebiete im Rhein-Kreis Neuss enthält die Landschaftsschutzgebiete des Rhein-Kreises Neuss in Nordrhein-Westfalen.

## Liste
| Bild | Nummer        | Bezeichnung des Gebietes                                                      | Fläche in Hektar | WDPA-ID   | Koordinaten | Datum der Verordnung |
| ---- | ------------- | ----------------------------------------------------------------------------- | ---------------- | --------- | ----------- | -------------------- |
|      | LSG-4605-0001 | LSG-Ossum/Bösinghover Altstromrinne/Herrenbusch/Lanker Bruch und Lanker Busch | 691,8283         | 555554608 | Position    | 1990                 |
|      | LSG-4605-008  | LSG-Südlich und westlich Fischeln                                             | 294,0582         | 555554613 | Position    | 1992                 |
|      | LSG-4606-0001 | LSG-Rheinaue                                                                  | 574,6522         | 555554619 | Position    | 1990                 |
|      | LSG-4606-0002 | LSG-Langenbruchsbach                                                          | 94,9576          | 555554620 | Position    | 1990                 |
|      | LSG-4704-0007 | LSG-Niersaue, Neersbroicher Busch                                             | 297,6765         | 555555004 | Position    | 1990                 |
|      | LSG-4705-0006 | LSG-Morgensternsheide, Stadtwald                                              | 112,6534         | 555555017 | Position    | 1987                 |
|      | LSG-4705-0007 | LSG-Lange Hecke                                                               | 8,8427           | 555555018 | Position    | 1987                 |
|      | LSG-4705-0008 | LSG-Hoterheide                                                                | 165,7585         | 555555019 | Position    | 1990                 |
|      | LSG-4705-0009 | LSG-Strümper Busch, Meerbusch, Stingesbachaue                                 | 594,646          | 555555020 | Position    | 1990                 |
|      | LSG-4705-0010 | LSG-Kaarster Graben, Nordkanal                                                | 247,0475         | 555555021 | Position    | 1990                 |
|      | LSG-4705-0011 | LSG-Radebroicher Busch/Hoppbruch                                              | 488,4886         | 555555022 | Position    | 1990                 |
|      | LSG-4705-0012 | LSG-Büttgen-Driesch                                                           | 18,0133          | 555555023 | Position    | 1990                 |
|      | LSG-4705-0013 | LSG-Jüchener Bachaue                                                          | 273,8253         | 555555024 | Position    | 1990                 |
|      | LSG-4706-0003 | LSG-Stingesbachaue mit Dreieckswäldchen und Baggersee                         | 36,6388          | 555555027 | Position    | 1987                 |
|      | LSG-4706-0004 | LSG-Nördliche Rheinaue zwischen Grimlinghausen und Ölgangsinsel               | 289,2815         | 555555028 | Position    | 1987                 |
|      | LSG-4706-0005 | LSG-Die Issel                                                                 | 195,3967         | 555555029 | Position    | 1990                 |
|      | LSG-4706-0006 | LSG-Apelter Feld                                                              | 27,872           | 555555030 | Position    | 1990                 |
|      | LSG-4804-0001 | LSG-Kelzenberger Bachtal                                                      | 152,6175         | 555555175 | Position    | 1991                 |
|      | LSG-4804-0002 | LSG-Hochneukircher Fliess                                                     | 23,5824          | 555555176 | Position    | 1991                 |
|      | LSG-4804-0003 | LSG-Hackhauser Fliess                                                         | 6,2433           | 555555177 | Position    | 1991                 |
|      | LSG-4805-0001 | LSG-Erftaue mit Niederungstal und Gillbachniederung                           | 702,2436         | 555555190 | Position    | 1987                 |
|      | LSG-4805-0002 | LSG-Hoppbruch                                                                 | 197,791          | 555555191 | Position    | 1990                 |
|      | LSG-4805-0003 | LSG-Umfeld der Quarzitkuppe Liedberg                                          | 46,3251          | 555555192 | Position    | 1991                 |
|      | LSG-4805-0004 | LSG-Kommerbachtal                                                             | 137,6519         | 555555193 | Position    | 1991                 |
|      | LSG-4805-0005 | LSG-Jüchener Bachtal                                                          | 230,4499         | 555555194 | Position    | 1991                 |
|      | LSG-4805-0006 | LSG-Umfeld der Parkanlage Schloss Dyck                                        | 237,122          | 555555195 | Position    | 1991                 |
|      | LSG-4805-0007 | LSG-Parkanlage Schloss Dyck                                                   | 57,2468          | 555555196 | Position    | 1991                 |
|      | LSG-4805-0008 | LSG-Erftniederung                                                             | 1134,0829        | 555555197 | Position    | 1991                 |
|      | LSG-4805-0009 | LSG-Gillbachtal                                                               | 482,2434         | 555555198 | Position    | 1991                 |
|      | LSG-4806-0001 | LSG-Südpark                                                                   | 25,178           | 555555199 | Position    | 1987                 |
|      | LSG-4806-0002 | LSG-Obererft, Reuschenberger Busch                                            | 48,6309          | 555555200 | Position    | 1987                 |
|      | LSG-4806-0003 | LSG-Untere Erft bis Selikum                                                   | 119,0297         | 555555201 | Position    | 1987                 |
|      | LSG-4806-0004 | LSG-Südliche Rheinaue zwischen Grimlinghausen und Üdesheim                    | 293,1717         | 555555202 | Position    | 1987                 |
|      | LSG-4806-0005 | LSG-Himmelsberg                                                               | 40,0015          | 555555203 | Position    | 1987                 |
|      | LSG-4806-0006 | LSG-Hummelsbach                                                               | 63,7914          | 555555204 | Position    | 1987                 |
|      | LSG-4806-0007 | LSG-Norfbach                                                                  | 75,6211          | 555555205 | Position    | 1987                 |
|      | LSG-4806-0008 | LSG-Terrassenkante am Gohrer Berg                                             | 62,3619          | 555555206 | Position    | 1987                 |
|      | LSG-4806-0009 | LSG-Niederterrasse mit landwirtschaftlichen Niederungsbereichen               | 1819,0951        | 555555207 | Position    | 1982                 |
|      | LSG-4806-0010 | LSG-Rheinaue mit Altarmen und Vorland                                         | 1133,5167        | 555555208 | Position    | 1982                 |
|      | LSG-4806-0011 | LSG-Terrassenkante mit Kontaktzone                                            | 124,9593         | 555555209 | Position    | 2001                 |
|      | LSG-4806-0012 | LSG-Ehemalige Bahntrasse                                                      | 59,1861          | 555555210 | Position    | 1991                 |
|      | LSG-4806-0013 | LSG-Terrassenhang                                                             | 292,6701         | 555555211 | Position    | 1991                 |
|      | LSG-4905-0001 | LSG-Elsbachtal                                                                | 4,6809           | 555555325 | Position    | 1991                 |
|      | LSG-4905-0002 | LSG-Welchenberg                                                               | 38,1152          | 555555326 | Position    | 1991                 |
|      | LSG-4905-0003 | LSG-Hanglagen der Vollrather Höhe                                             | 347,8347         | 555555327 | Position    | 1991                 |
|      | LSG-4905-0004 | LSG-Neurath-Ost                                                               | 42,9649          | 555555328 | Position    | 1991                 |
|      | LSG-4905-0005 | LSG-Neurath Südost                                                            | 33,5525          | 555555329 | Position    | 1991                 |
|      | LSG-4905-0006 | LSG-Todtenbachtal                                                             | 33,5503          | 555555330 | Position    | 1991                 |
|      | LSG-4906-0001 | LSG-Köttelbachtal                                                             | 30,9647          | 555555339 | Position    | 1991                 |